# Haplidia endroedii
Haplidia endroedii är en skalbaggsart som beskrevs av Baraud 1988. Haplidia endroedii ingår i släktet Haplidia och familjen Melolonthidae. Inga underarter finns listade i Catalogue of Life.